# Anastasiya Yakimova
Anastasiya Yakimova (Minsk, 1 de novembro de 1986) é uma tenista profissional bielorrussa. O seu melhor ranking foi o n.º 49 em singulares e o n.º 67 em duplas.

## Títulos
| Legenda               |
| Grand Slam (0)        |
| WTA Championships (0) |
| ITF Event (21)        |
| WTA Tour (2)          |

### Simples (12)
| N.  | Data                   | Torneio                 | Quadra       | Oponente na final        | Resultado         |
| 1.  | 3 de fevereiro de 2003 | Vale do Lobo, Portugal  | dura         | Caroline Ann Basu        | 6–3 6–1           |
| 2.  | 22 de março de 2004    | São Petersburgo, Rússia | dura coberta | Emma Laine               | 3-6 6–2 6–1       |
| 3.  | 23 de novembro de 2004 | Poitiers, França        | dura coberta | Marie-Gayanay Mikaelian  | 7–5 6–2           |
| 4.  | 27 de setembro de 2005 | Batumi, Geórgia         | dura         | Ana Timotic              | 6–4 6–1           |
| 5.  | 30 de junho de 2008    | Mont-de-Marsan, França  | saibro       | Anna Gerasimou           | 6–3 1-6 6–4       |
| 6.  | 17 de novembro de 2008 | Phoenix, Ilhas Maurício | dura         | Patricia Mayr-Achleitner | 3-6 6–2 1–0 (ret) |
| 7.  | 9 de fevereiro de 2009 | Cáli, Colômbia          | saibro       | Rossana de los Ríos      | 6–3 6–0           |
| 8.  | 11 de maio de 2009     | Saint-Gaudens, França   | saibro       | Yanina Wickmayer         | 7–5 7-6(0)        |
| 9.  | 3 de agosto de 2009    | Astana, Cazaquistão     | dura         | Nikola Hofmanova         | 6–0 6–4           |
| 10. | 29 de março de 2010    | Monzón, Espanha         | dura         | Zuzana Kučová            | 6–4 4-6 6–3       |
| 11. | 14 de março de 2011    | Nassau, Bahamas         | dura         | Angelique Kerber         | 6–3 6–2           |
| 12. | 12 de setembro de 2011 | Ningbo, China           | dura         | Erika Sema               | 7-6(3) 6–3        |

### Duplas (12)
| N.  | Data                   | Torneio                | Parceira              | Quadra          | Oponentes na final                                 | Resultado         |
| 1.  | 25 de outubro de 2004  | Minsk, Bielorrússia    | Darya Kustova         | grama (coberta) | Irina Bulykina Katarina Kachlikova                 | 6–4 6-0           |
| 2.  | 19 de setembro de 2005 | Jounieh, Líbano        | Mariya Koryttseva     | saibro          | Olena Antypina Hana Sromova                        | 7–5 6-2           |
| 3.  | 27 de setembro de 2005 | Batumi, Geórgia        | Nadeja Ostrovskaya    | dura            | Anna Bastrikova Nina Bratchikova                   | 2-6 6–2 7-6(9)    |
| 4.  | 8 de maio de 2006      | Jounieh, Líbano        | Tatiana Poutchek      | saibro          | Leticia Sobral Maria José Argeri                   | 6–4 7-6(5)        |
| 5.  | 22 de maio de 2006     | Istambul, Turquia      | Alona Bondarenko      | saibro          | Alicia Molik Sania Mirza                           | 6–2 6-4           |
| 6.  | 7 de maio de 2007      | Jounieh, Líbano        | Tatiana Poutchek      | saibro          | Madalina Gojnea Monica Niculescu                   | 7–5 6-0           |
| 7.  | 23 de julho de 2007    | Pétange, Luxemburgo    | Carla Suárez Navarro  | saibro          | Claudine Schaul Martina Müller                     | 6-7(4) 6-1 7-6(1) |
| 8.  | 2 de outubro de 2007   | Tashkent, Uzbequistão  | Ekaterina Dzehalevich | dura            | Tatiana Poutchek Anastasia Rodionova               | 2-6 6–4 10-7      |
| 9.  | 31 de março de 2008    | Patras, Grécia         | Tzipora Obziler       | dura            | Arantxa Parra Santonja María José Martínez Sánchez | 7-5 6-1           |
| 10. | 6 de outubro de 2008   | Jounieh 2, Líbano      | Chayenne Ewijk        | saibro          | Laura Siegemund Carmen Klaschka                    | 7–5 7-5           |
| 11. | 19 de abril de 2010    | Dothan, Estados Unidos | Alina Jidkova         | saibro          | Teodora Mircic María Irigoyen                      | 6-4 6-2           |
| 12. | 7 de fevereiro de 2011 | Estocolmo, Suécia      | Arantxa Rus           | dura            | Ksenia Lykina Claire Feuerstein                    | 6-3 2-6 6-4       |